# 판타지 여동생!
판타지 여동생!은 유누 작가가 매주 수요일에 연재하는 네이버 웹툰이다.

## 등장 인물
- 강은정 : 게임에서의 이름은 피림이다. 잠의 현자 파이어볼, 바람 칼날 등의 마법을 할 줄 안다.
- 강준혁 : 은정이의 오빠이다.  스킬은 마나클레이 등이 있다. 게임속에서의 이름은 암흑전사 강준혁 이다
- 트리스테판 : 은정이의 게임친구이자 파트너다. 본명은 하태철. 강은정을 짝사랑한다. 예전에 친구들의 놀림 속 고백 했지만 차여서 서먹 했지만 다시 만나서 좋아하는 중

### 제국길드
- 제국길드장 : 강준혁을 벽속에 박은 장본인

이두엽이라고 나와있다
- 제국길드원 :  마법사, 전사 등이 있다.

오의오승(오승윤), 전기장판, 균형의 현자등

### 솔라리스
- 솔라시스 길드장:원래 시몬이였으나 강준혁으로 바뀌었다.

### 기타
- 한세아 : 마스터 사제. 강준혁을 짝사랑한다.
- 라즈베리팡팡 : 피림의 게임친구중 하나

광전사이다
- 교장 : 주인공이 다니는 학교의 교장

캐릭터 성장을 위해 학생에게(강준혁) 쩔쩔 맨다.